# Midland (Ohio)
Midland és una població dels Estats Units a l'estat d'Ohio. Segons el cens del 2000 tenia 265 habitants.

## Demografia
Segons el cens del 2000, Midland tenia 265 habitants, 98 habitatges, i 77 famílies. La densitat de població era de 292,3 habitants per km².
Dels 98 habitatges en un 40,8% hi vivien nens de menys de 18 anys, en un 61,2% hi vivien parelles casades, en un 8,2% dones solteres, i en un 21,4% no eren unitats familiars. En el 18,4% dels habitatges hi vivien persones soles el 7,1% de les quals corresponia a persones de 65 anys o més que vivien soles. El nombre mitjà de persones vivint en cada habitatge era de 2,7 i el nombre mitjà de persones que vivien en cada família era de 3,03.
Per edats la població es repartia de la següent manera: un 27,9% tenia menys de 18 anys, un 11,3% entre 18 i 24, un 35,8% entre 25 i 44, un 17% de 45 a 60 i un 7,9% 65 anys o més.
L'edat mediana era de 31 anys. Per cada 100 dones de 18 o més anys hi havia 112,2 homes.
La renda mediana per habitatge era de 39.000 $ i la renda mediana per família de 38.438 $. Els homes tenien una renda mediana de 31.094 $ mentre que les dones 19.688 $. La renda per capita de la població era de 13.591 $. Aproximadament el 10,5% de les famílies i el 16,7% de la població estaven per davall del llindar de pobresa.

## Poblacions més properes
El següent diagrama mostra les poblacions més properes.